# Konfederační pohár FIFA 2001 (soupisky)
Soupisky na Konfederační pohár FIFA 2001, který se hrál v Jižní Koreji a Japonsku.
| Zlato              | Stříbro             | Bronz                |
| ------------------ | ------------------- | -------------------- |
| Francie • Soupiska | Japonsko • Soupiska | Austrálie • Soupiska |

## Skupina A

### Austrálie
Hlavní trenér:  Frank Farina
| Jméno              | Datum narození | Datum úmrtí | Klub                       |
| Brankáři           | Brankáři       | Brankáři    | Brankáři                   |
| ------------------ | -------------- | ----------- | -------------------------- |
| Mark Schwarzer     | 6.10.1972      |             | Middlesbrough FC           |
| Clint Bolton       | 22.8.1975      |             | Sydney Olympic FC          |
| Frank Juric        | 28.10.1973     |             | Bayer 04 Leverkusen        |
| Obránci            |                |             |                            |
| Kevin Muscat       | 7.8.1973       |             | Wolverhampton Wanderers FC |
| Craig Moore        | 12.12.1975     |             | Rangers FC                 |
| Tony Vidmar        | 4.7.1970       |             | Rangers FC                 |
| Tony Popovic       | 4.7.1973       |             | Sanfrecce Hirošima         |
| Stan Lazaridis     | 16.8.1972      |             | Birmingham City FC         |
| Shaun Murphy       | 5.11.1970      |             | Sheffield United FC        |
| Hayden Foxe        | 23.6.1977      |             | West Ham United FC         |
| Steve Horvat       | 14.3.1971      |             | Melbourne Knights FC       |
| Scott Chipperfield | 30.12.1975     |             | Wollongong Wolves FC       |
| Záložníci          |                |             |                            |
| Paul Okon -        | 5.4.1972       |             | Middlesbrough FC           |
| Josip Skoko        | 10.12.1975     |             | KRC Genk                   |
| Brett Emerton      | 22.2.1979      |             | Feyenoord                  |
| Mark Bresciano     | 11.2.1980      |             | Empoli FC                  |
| Steve Corica       | 24.3.1973      |             | Sanfrecce Hirošima         |
| Aurelio Vidmar     | 3.2.1967       |             | Adelaide City FC           |
| Útočníci           |                |             |                            |
| John Aloisi        | 5.2.1976       |             | Coventry City FC           |
| David Zdrilic      | 13.4.1974      |             | SpVgg Unterhaching         |
| Clayton Zane       | 12.7.1977      |             | Lillestrøm SK              |
| Archie Thompson    | 23.10.1978     |             | Marconi Stallions FC       |
| Mile Sterjovski    | 27.5.1979      |             | Lille OSC                  |

### Francie
Hlavní trenér:  Roger Lemerre
| Jméno              | Datum narození | Datum úmrtí | Klub                     |
| Brankáři           | Brankáři       | Brankáři    | Brankáři                 |
| ------------------ | -------------- | ----------- | ------------------------ |
| Ulrich Ramé        | 19.9.1972      |             | FC Girondins de Bordeaux |
| Grégory Coupet     | 31.12.1972     |             | Olympique Lyon           |
| Mickaël Landreau   | 14.5.1979      |             | FC Nantes                |
| Obránci            |                |             |                          |
| Willy Sagnol       | 18.3.1977      |             | FC Bayern Mnichov        |
| Bixente Lizarazu   | 9.12.1969      |             | FC Bayern Mnichov        |
| Nicolas Gillet     | 8.11.1976      |             | FC Nantes                |
| Marcel Desailly -  | 7.9.1968       |             | Chelsea FC               |
| Mikaël Silvestre   | 9.8.1977       |             | Manchester United FC     |
| Frank Leboeuf      | 22.1.1968      |             | Chelsea FC               |
| Christian Karembeu | 3.12.1970      |             | Middlesbrough FC         |
| Zoumana Camara     | 3.4.1979       |             | Olympique Marseille      |
| Záložníci          |                |             |                          |
| Patrick Vieira     | 23.6.1976      |             | Arsenal FC               |
| Robert Pirès       | 29.10.1973     |             | Arsenal FC               |
| Eric Carrière      | 24.5.1973      |             | FC Nantes                |
| Jérémie Bréchet    | 14.8.1979      |             | Olympique Lyon           |
| Olivier Dacourt    | 25.9.1974      |             | Leeds United FC          |
| Laurent Robert     | 21.5.1975      |             | Paris Saint-Germain FC   |
| Útočníci           |                |             |                          |
| Youri Djorkaeff    | 9.3.1968       |             | 1. FC Kaiserslautern     |
| Nicolas Anelka     | 14.3.1979      |             | Paris Saint-Germain FC   |
| Sylvain Wiltord    | 10.5.1974      |             | Arsenal FC               |
| Frédéric Née       | 18.4.1975      |             | SC Bastia                |
| Steve Marlet       | 10.1.1974      |             | Olympique Lyon           |
| Christophe Dugarry | 24.3.1972      |             | FC Girondins de Bordeaux |

### Mexiko
Hlavní trenér:  Enrique Meza
| Jméno                | Datum narození | Datum úmrtí                         | Klub                      |
| Brankáři             | Brankáři       | Brankáři                            | Brankáři                  |
| -------------------- | -------------- | ----------------------------------- | ------------------------- |
| Oswaldo Sánchez      | 21.9.1973      |                                     | CD Guadalajara            |
| Erubey Cabuto        | 6.9.1975       |                                     | Atlas FC                  |
| Óscar Dautt          | 8.6.1976       |                                     | Club Puebla               |
| Obránci              |                |                                     |                           |
| Claudio Suárez -     | 17.12.1968     |                                     | Tigres UANL               |
| Joaquín Beltrán      | 29.4.1977      |                                     | Club Universidad Nacional |
| David Oteo           | 27.7.1973      |                                     | Tigres UANL               |
| Octavio Valdez       | 7.12.1973      |                                     | CF Pachuca                |
| Hugo Chávez          | 16.10.1976     |                                     | CA Morelia                |
| Záložníci            |                |                                     |                           |
| Duilio Davino        | 21.3.1976      |                                     | Club América              |
| Marco Antonio Ruiz   | 12.7.1969      |                                     | CD Guadalajara            |
| David Rangel         | 12.11.1969     |                                     | Deportivo Toluca FC       |
| Juan Pablo Rodríguez | 7.8.1979       |                                     | Atlas FC                  |
| José Manuel Abundis  | 11.6.1973      |                                     | Atlante FC                |
| Pável Pardo          | 26.7.1976      |                                     | Club América              |
| Germán Villa         | 2.4.1973       |                                     | Club América              |
| Alberto Coyote       | 26.3.1967      |                                     | CD Guadalajara            |
| Cesáreo Victorino    | 19.3.1979      |                                     | CF Pachuca                |
| Joaquín Reyes        | 20.2.1978      |                                     | Santos Laguna             |
| Víctor Ruiz          | 7.6.1969       |                                     | Deportivo Toluca FC       |
| Luis Ernesto Pérez   | 12.1.1981      |                                     | Club Necaxa               |
| Útočníci             |                |                                     |                           |
| Jared Borgetti       | 14.8.1973      |                                     | Santos Laguna             |
| Daniel Osorno        | 16.3.1979      |                                     | Atlas FC                  |
| Antonio de Nigris    | 1.4.1978       | 15. listopadu 2009 (ve věku 31 let) | CF Monterrey              |

### Jižní Korea
Hlavní trenér:  Guus Hiddink
| Jméno           | Datum narození | Datum úmrtí                     | Klub                    |
| Brankáři        | Brankáři       | Brankáři                        | Brankáři                |
| --------------- | -------------- | ------------------------------- | ----------------------- |
| I Wun-če        | 26.4.1973      |                                 | Kimčchon Sangmu FC      |
| Kim Jong-te     | 11.10.1979     |                                 | Jonsei University       |
| Čchoi En-sung   | 5.4.1971       |                                 | Tedžon Hana Citizen FC  |
| Obránci         |                |                                 |                         |
| Kang Čchul      | 2.11.1971      |                                 | LASK                    |
| Čchoi Sung-jong | 25.12.1975     |                                 | LASK                    |
| Pak Jong-ho     | 25.3.1981      |                                 | FC Seoul                |
| Ju Sang-čchol   | 18.10.1971     | 7. června 2021 (ve věku 49 let) | Kašiwa Reysol           |
| Kim Te-jung     | 8.11.1970      |                                 | Čonnam Dragons          |
| So Dok-kju      | 22.10.1978     |                                 | Ulsan HD FC             |
| I Min-sung      | 23.6.1973      |                                 | Kimčchon Sangmu FC      |
| I Jung-pjo      | 23.4.1977      |                                 | FC Seoul                |
| Hong Mjong-po - | 12.2.1969      |                                 | Kašiwa Reysol           |
| Záložníci       |                |                                 |                         |
| Song Čchong-kuk | 20.2.1979      |                                 | Pusan IPark             |
| Jun Čong-hwan   | 16.2.1973      |                                 | Cerezo Ósaka            |
| So Dong-won     | 14.8.1975      |                                 | Suwon Samsung Bluewings |
| Ha Sok-ču       | 20.2.1968      |                                 | Pohang Steelers         |
| Pak Či-song     | 25.2.1981      |                                 | Kjóto Sanga FC          |
| Ko Čong-su      | 30.10.1978     |                                 | Suwon Samsung Bluewings |
| Útočníci        |                |                                 |                         |
| Kim Do-hun      | 21.7.1970      |                                 | Čonbuk Hyundai Motors   |
| Čchoi Jong-su   | 10.9.1973      |                                 | JEF United Čiba         |
| Sol Ki-hjon     | 8.1.1979       |                                 | Royal Antwerp FC        |
| An Hjo-jon      | 16.4.1978      |                                 | Kjóto Sanga FC          |
| Hwang Sun-hong  | 14.7.1968      |                                 | Kašiwa Reysol           |

## Skupina B

### Brazílie
Hlavní trenér:  Émerson Leão
| Jméno            | Datum narození | Datum úmrtí | Klub                               |
| Brankáři         | Brankáři       | Brankáři    | Brankáři                           |
| ---------------- | -------------- | ----------- | ---------------------------------- |
| Dida             | 7.10.1973      |             | AC Milán                           |
| Carlos Germano   | 14.8.1970      |             | Associação Portuguesa de Desportos |
| Fábio Costa      | 27.11.1977     |             | Santos FC                          |
| Obránci          |                |             |                                    |
| Zé Maria         | 25.7.1973      |             | AC Perugia Calcio                  |
| Lúcio            | 8.5.1978       |             | Bayer 04 Leverkusen                |
| Edmílson         | 10.7.1976      |             | Olympique Lyon                     |
| Gustavo Nery     | 22.7.1977      |             | São Paulo FC                       |
| Evanílson        | 12.9.1975      |             | Borussia Dortmund                  |
| César            | 16.11.1975     |             | Stade Rennais FC                   |
| Caçapa           | 29.5.1976      |             | Olympique Lyon                     |
| Léo              | 6.7.1975       |             | Santos FC                          |
| Záložníci        |                |             |                                    |
| Léomar           | 26.6.1971      |             | Sport Club do Recife               |
| Vampeta -        | 13.3.1974      |             | Paris Saint-Germain FC             |
| Robert           | 3.4.1971       |             | Santos FC                          |
| Carlos Miguel    | 2.6.1972       |             | São Paulo FC                       |
| Vágner           | 19.3.1973      |             | Celta de Vigo                      |
| Fábio Rochemback | 10.12.1981     |             | Sport Club Internacional           |
| Júlio Baptista   | 1.10.1981      |             | São Paulo FC                       |
| Ramon            | 30.6.1972      |             | Fluminense FC                      |
| Útočníci         |                |             |                                    |
| Leandro          | 6.8.1977       |             | ACF Fiorentina                     |
| Sonny Anderson   | 19.9.1970      |             | Olympique Lyon                     |
| Washington       | 1.4.1975       |             | Associação Atlética Ponte Preta    |
| Magno Alves      | 13.1.1976      |             | Fluminense FC                      |

### Kamerun
Hlavní trenér:  Pierre Lechantre
| Jméno                | Datum narození | Datum úmrtí                      | Klub                   |
| Brankáři             | Brankáři       | Brankáři                         | Brankáři               |
| -------------------- | -------------- | -------------------------------- | ---------------------- |
| Alioum Boukar        | 3.1.1972       |                                  | Samsunspor             |
| Jacques Songo'o      | 17.3.1964      |                                  | Deportivo de La Coruña |
| Idriss Carlos Kameni | 18.2.1984      |                                  | Le Havre AC            |
| Obránci              |                |                                  |                        |
| Bill Tchato          | 14.5.1975      |                                  | Montpellier HSC        |
| Pierre Womé          | 26.3.1979      |                                  | Bologna FC 1909        |
| Rigobert Song -      | 1.7.1976       |                                  | West Ham United FC     |
| Raymond Kalla        | 24.4.1975      |                                  | CF Extremadura         |
| Pierre Njanka        | 15.3.1975      |                                  | RC Strasbourg Alsace   |
| Lauren Etame Mayer   | 19.1.1977      |                                  | Arsenal FC             |
| Daniel Moncharé      | 24.1.1982      |                                  | Sable FC               |
| Olivier Tchatchoua   | 4.4.1982       |                                  | Sable FC               |
| Michel Pensée        | 16.6.1973      |                                  | CD Aves                |
| Záložníci            |                |                                  |                        |
| Geremi               | 20.12.1978     |                                  | Real Madrid            |
| Joël Epalle          | 20.2.1978      |                                  | Ethnikos Piraeus FC    |
| Nicolas Alnoudji     | 9.12.1979      |                                  | Çaykur Rizespor        |
| Marc-Vivien Foé      | 1.5.1975       | 26. června 2003 (ve věku 28 let) | Olympique Lyon         |
| Salomon Olembé       | 8.12.1980      |                                  | FC Nantes              |
| Daniel N'Gom Kome    | 19.5.1980      |                                  | Levante UD             |
| Útočníci             |                |                                  |                        |
| Bernard Tchoutang    | 2.9.1976       |                                  | Roda JC Kerkrade       |
| Samuel Eto'o         | 10.3.1981      |                                  | RCD Mallorca           |
| Patrick M'Boma       | 15.11.1970     |                                  | Parma Calcio 1913      |
| Pius Ndiefi          | 5.7.1975       |                                  | CS Sedan               |
| Joseph-Désiré Job    | 1.12.1977      |                                  | Middlesbrough FC       |

### Kanada
Hlavní trenér:  Holger Osieck
| Jméno             | Datum narození | Datum úmrtí | Klub                            |
| Brankáři          | Brankáři       | Brankáři    | Brankáři                        |
| ----------------- | -------------- | ----------- | ------------------------------- |
| Craig Forrest     | 20.9.1967      |             | West Ham United FC              |
| Pat Onstad        | 13.1.1968      |             | Rochester Rhinos                |
| Mike Franks       | 20.4.1977      |             | Hibernian FC                    |
| Obránci           |                |             |                                 |
| Mark Watson       | 8.9.1970       |             | D.C. United                     |
| Tony Menezes      | 24.11.1974     |             | Botafogo FR                     |
| Jason de Vos -    | 2.1.1974       |             | Dundee United FC                |
| Carl Fletcher     | 26.12.1971     |             | Montreal Impact                 |
| Kevin McKenna     | 21.1.1980      |             | Heart of Midlothian FC          |
| Záložníci         |                |             |                                 |
| Jeff Clarke       | 18.10.1977     |             | Portland Timbers                |
| Jason Bent        | 8.3.1977       |             | FC Kodaň                        |
| Paul Stalteri     | 18.10.1977     |             | Werder Brémy                    |
| Nick Dasovic      | 5.12.1968      |             | St. Johnstone FC                |
| Davide Xausa      | 10.3.1976      |             | Livingston FC                   |
| Jim Brennan       | 8.5.1977       |             | Nottingham Forest FC            |
| Daniel Imhof      | 22.11.1977     |             | FC St. Gallen                   |
| Richard Hastings  | 18.5.1977      |             | Inverness Caledonian Thistle FC |
| Tam Nsaliwa       | 28.1.1982      |             | 1. FC Norimberk                 |
| Marc Bircham      | 11.5.1978      |             | Millwall FC                     |
| Útočníci          |                |             |                                 |
| Carlo Corazzin    | 25.12.1971     |             | Oldham Athletic AFC             |
| Garret Kusch      | 26.9.1973      |             | Hønefoss BK                     |
| Dwayne De Rosario | 15.5.1978      |             | San Jose Earthquakes            |
| Paul Peschisolido | 25.5.1971      |             | Fulham FC                       |

### Japonsko
Hlavní trenér:  Philippe Troussier
| Jméno             | Datum narození | Datum úmrtí                    | Klub                |
| Brankáři          | Brankáři       | Brankáři                       | Brankáři            |
| ----------------- | -------------- | ------------------------------ | ------------------- |
| Jošikacu Kawaguči | 15.8.1975      |                                | Jokohama F. Marinos |
| Seigó Narazaki    | 11.4.1976      |                                | Nagoja Grampus      |
| Rjóta Cuzuki      | 18.4.1978      |                                | Gamba Ósaka         |
| Obránci           |                |                                |                     |
| Ken’iči Uemura    | 22.4.1974      |                                | Sanfrecce Hirošima  |
| Naoki Macuda      | 14.3.1977      | 4. srpna 2011 (ve věku 34 let) | Jokohama F. Marinos |
| Rjúzó Morioka     | 7.10.1975      |                                | Šimizu S-Pulse      |
| Tošihiro Hattori  | 23.9.1973      |                                | Júbilo Iwata        |
| Kódži Nakata      | 9.7.1979       |                                | Kašima Antlers      |
| Jasuhiro Hato     | 4.5.1976       |                                | Jokohama F. Marinos |
| Záložníci         |                |                                |                     |
| Džun’iči Inamoto  | 18.9.1979      |                                | Gamba Ósaka         |
| Hidetoši Nakata   | 22.1.1977      |                                | AS Řím              |
| Hiroaki Morišima  | 30.4.1972      |                                | Cerezo Ósaka        |
| Acuhiro Miura     | 24.7.1974      |                                | Tokio Verdy         |
| Terujoši Itó      | 31.8.1974      |                                | Šimizu S-Pulse      |
| Tošija Fudžita    | 4.10.1971      |                                | Júbilo Iwata        |
| Tomokazu Mjódžin  | 24.1.1978      |                                | Kašiwa Reysol       |
| Kazujuki Toda     | 30.12.1977     |                                | Šimizu S-Pulse      |
| Šindži Ono        | 27.9.1979      |                                | Urawa Red Diamonds  |
| Útočníci          |                |                                |                     |
| Akinori Nišizawa  | 18.6.1976      |                                | RCD Espanyol        |
| Masaši Nakajama - | 23.9.1967      |                                | Júbilo Iwata        |
| Jošiteru Jamašita | 21.11.1977     |                                | Avispa Fukuoka      |
| Tacuhiko Kubo     | 18.6.1976      |                                | Sanfrecce Hirošima  |
| Takajuki Suzuki   | 5.6.1976       |                                | Kašima Antlers      |